# Derde klasse amateurs 2016-17 (voetbal België)
Het seizoen 2016/17 van de Belgische Derde klasse amateurs ging van start in september 2016 en eindigde in mei 2017. Daarna werden nog eindrondes voor promotie naar Tweede klasse amateurs en degradatie naar Eerste provinciale afgewerkt. De competitie telde twee reeksen van 16 ploegen, aangesloten bij de VFV en twee reeksen van 14 ploegen, aangesloten bij de ACFF.
De nieuwe competitie werd samengesteld uit volgende teams:
- Teams uit de voormalige Vierde klasse die niet voor promotie of degradatie in aanmerking kwamen
- Teams die degradeerden uit de voormalige Derde klasse
- Team die promoveerden uit Eerste provinciale

## Naamswijzigingen
- RC Lebbeke fuseerde met KSK Lebbeke en werd FC Lebbeke.
- K. Wolvertem SC fuseerde met FC Merchtem 2000 en werd KHO Wolvertem Merchtem.

## Gedegradeerde teams
Deze teams degradeerden voor aanvang van het seizoen uit de Derde klasse:
- KRC Mechelen (laatste 3A)
- K. Diegem Sport (laatste 3B)

## Gepromoveerde teams
Deze teams waren gepromoveerd uit de provinciale reeksen voor de start van het seizoen. Uit de provincie Antwerpen promoveerden de eerste twee van de eindrangschikking. Uit de provincie Oost-Vlaanderen promoveerde de kampioen en de winnaar van de eindronde. Uit de provincies West-Vlaanderen en Limburg promoveerden de kampioenen. Uit de sportieve provincie Brabant promoveerden de clubs die bij de eerste twee eindigden, indien ze aangesloten waren bij de VFV. De andere clubs promoveerden via een interprovinciale eindronde. Voor de teams van ACFF steeg in iedere provincie de kampioen rechtstreeks naar Derde klasse amateurs. De andere clubs kwamen uit provinciale of interprovinciale eindrondes.

### Antwerpen
- KVC Houtvenne (kampioen)
- FC Mariekerke (tweede)

### Brabant
- KFC Eppegem (kampioen)
- KFC Diest (tweede)
- Racing Jet Wavre (interprovinciale eindronde)

### Limburg
- KFC Helson Helchteren (kampioen)

### Oost-Vlaanderen
- KFC Merelbeke (kampioen)
- KVC Jong Lede (winnaar provinciale eindronde)
- RC Lebbeke (tweede interprovinciale eindronde)

### West-Vlaanderen
- K. Eendracht Wervik (kampioen)
- KSK Vlamertinge (winnaar interprovinciale eindronde)

### Henegouwen
- R. Albert Quévy-Mons (kampioen)
- CS Entité Manageoise (winnaar provinciale eindronde)
- US Solrézienne (interprovinciale eindronde)

### Luik
- FC Tilleur (kampioen)
- RFC Huy (winnaar provinciale eindronde)
- RFC Warnant (interprovinciale eindronde)
- FC Herstal (interprovinciale eindronde)

### Luxemburg
- Entente Durbuy (kampioen)
- RRC Mormont (winnaar provinciale eindronde)

### Namen
- RCS Onhaye (kampioen)
- R. Jeunesse Aischoise (winnaar provinciale eindronde)
- RCS Profondeville (interprovinciale eindronde)

## Promoverende teams
Deze teams promoveerden na afloop van het seizoen naar de Tweede klasse amateurs

### Rechtstreeks als kampioen
- OMS Ingelmunster (kampioen VFV A)
- KFC Turnhout (kampioen VFV B)
- Racing White Daring Molenbeek (kampioen ACFF A)
- Entente Durbuy (kampioen ACFF B)

### Via eindronde
- FC Pepingen (3e VFV A)
- KSK Ronse (4e VFV A)
- SC City Pirates Antwerpen (2e VFV B)
- KFC Sint-Lenaarts (3e VFV B)
- KVV Vosselaar (5e VFV B)
- RUS Rebecquoise (2e ACFF A)

## Degraderende teams
Deze teams degradeerden na afloop van het seizoen naar de Eerste provinciale

### Rechtstreeks
- SK Berlare (14e VFV A)
- KFC Sporting Sint-Gillis-Waas (15e VFV A)
- KFC Eendracht Zele (16e VFV A)
- KFC Helson Helchteren (14e VFV B)
- KAC Betekom (15e VFV B)
- KRC Mechelen (16e VFV B)
- RCS Profondeville (14e ACFF A)
- FC Jeunesse Lorraine Arlonaise (14e ACFF B)

### Via eindronde
- RFC Warnant (13e ACFF B)

## Clubs

### Derde klasse amateurs VFV A
| # kaart | Stam- nummer | Club                          | Plaats               |
| ------- | ------------ | ----------------------------- | -------------------- |
| 1       | 38           | KSK Ronse                     | Ronse                |
| 2       | 95           | RFC Wetteren                  | Wetteren             |
| 3       | 1046         | KFC Eendracht Zele            | Zele                 |
| 4       | 1955         | KSK Vlamertinge               | Vlamertinge          |
| 5       | 2373         | KVK Ninove                    | Ninove               |
| 6       | 3155         | KHO Wolvertem Merchtem        | Merchtem & Wolvertem |
| 7       | 3551         | KFC Merelbeke                 | Merelbeke            |
| 8       | 3694         | K. Eendracht Wervik           | Wervik               |
| 9       | 3957         | KVC Jong Lede                 | Lede                 |
| 10      | 4385         | KFC Sporting Sint-Gillis-Waas | Sint-Gillis-Waas     |
| 11      | 5719         | FC Mariekerke                 | Mariekerke           |
| 12      | 7074         | SC Dikkelvenne                | Dikkelvenne          |
| 13      | 7741         | FC Pepingen                   | Pepingen             |
| 14      | 7850         | SK Berlare                    | Berlare              |
| 15      | 8601         | FC Lebbeke                    | Lebbeke              |
| 16      | 9441         | OMS Ingelmunster              | Ingelmunster         |

### Derde klasse amateurs VFV B
| # kaart | Stam- nummer | Club                      | Plaats        |
| ------- | ------------ | ------------------------- | ------------- |
| 1       | 24           | KRC Mechelen              | Mechelen      |
| 2       | 41           | KFC Diest                 | Diest         |
| 3       | 148          | KFC Turnhout              | Turnhout      |
| 4       | 544          | SC City Pirates Antwerpen | Merksem       |
| 5       | 1002         | KOVC Sterrebeek           | Sterrebeek    |
| 6       | 1065         | KFC Nijlen                | Nijlen        |
| 7       | 1357         | KFC Sint-Lenaarts         | Sint-Lenaarts |
| 8       | 2391         | KVV Vosselaar             | Vosselaar     |
| 9       | 2529         | FC Esperanza Pelt         | Pelt          |
| 10      | 2825         | KVK Wellen                | Wellen        |
| 11      | 3634         | KAC Betekom               | Betekom       |
| 12      | 3887         | K. Diegem Sport           | Diegem        |
| 13      | 3904         | KESK Leopoldsburg         | Leopoldsburg  |
| 14      | 4481         | KVC Houtvenne             | Houtvenne     |
| 15      | 4759         | KFC Eppegem               | Eppegem       |
| 16      | 6045         | KFC Helson Helchteren     | Helchteren    |

### Derde klasse amateurs ACFF A
| # kaart | Stam- nummer | Club                          | Plaats              |
| ------- | ------------ | ----------------------------- | ------------------- |
| 1       | 5            | R. Léopold FC                 | Ukkel               |
| 2       | 26           | RFC Tournai                   | Doornik             |
| 3       | 677          | RRC de Waterloo               | Waterloo            |
| 4       | 1614         | RUS Rebecquoise               | Rebecq              |
| 5       | 2657         | RCS Profondeville             | Profondeville       |
| 6       | 3939         | RJS Taminoise                 | Tamines             |
| 7       | 4194         | R. Albert Quévy-Mons          | Bergen              |
| 8       | 4549         | Racing Jet Wavre              | Waver               |
| 9       | 5129         | R. Francs Borains             | Boussu-Bois         |
| 10      | 5479         | Racing White Daring Molenbeek | Sint-Jans-Molenbeek |
| 11      | 6626         | RCS Onhaye                    | Onhaye              |
| 12      | 6876         | RUS Solrézienne               | Solre-sur-Sambre    |
| 13      | 7569         | FC Ganshoren                  | Ganshoren           |
| 14      | 8470         | CS Entité Manageoise          | Manage              |

### Derde klasse amateurs ACFF B
| # kaart | Stam- nummer | Club                           | Plaats           |
| ------- | ------------ | ------------------------------ | ---------------- |
| 1       | 76           | RFC Huy                        | Hoei             |
| 2       | 82           | FC Herstal                     | Herstal          |
| 3       | 1979         | R. Aywaille FC                 | Aywaille         |
| 4       | 2871         | RCS Verlaine                   | Verlaine         |
| 5       | 2913         | FC Tilleur                     | Tilleur          |
| 6       | 3008         | Entente Durbuy                 | Durbuy           |
| 7       | 3020         | R. Jeunesse Aischoise          | Aische-en-Refail |
| 8       | 3189         | RRC Longlier                   | Longlier         |
| 9       | 3816         | RRC Mormont                    | Mormont          |
| 10      | 4267         | R. Entente Bertrigeoise        | Bertrix          |
| 11      | 5779         | RFC Warnant                    | Warnant          |
| 12      | 7763         | FC Jeunesse Lorraine Arlonaise | Aarlen           |
| 13      | 9266         | Daring Club de Cointe-Liège    | Luik             |
| 14      | 9487         | FC United Richelle             | Richelle         |

## Klassementen

### Derde klasse amateurs VFV A
| Pos | Team                          | Wed | W  | G  | V  | Ptn | DV | DT | +/− | Kwalificatie of degradatie                |
| --- | ----------------------------- | --- | -- | -- | -- | --- | -- | -- | --- | ----------------------------------------- |
| 1   | OMS Ingelmunster              | 30  | 22 | 5  | 3  | 71  | 71 | 33 | +38 | Promotie naar Tweede klasse amateurs      |
| 2   | RFC Wetteren                  | 30  | 20 | 2  | 8  | 62  | 58 | 37 | +21 | Kwalificatie voor Eindronde promotie VV   |
| 3   | FC Pepingen                   | 30  | 16 | 7  | 7  | 55  | 50 | 38 | +12 | Kwalificatie voor Eindronde promotie VV   |
| 4   | KSK Ronse                     | 30  | 16 | 5  | 9  | 53  | 54 | 33 | +21 | Kwalificatie voor Eindronde promotie VV   |
| 5   | KSC Dikkelvenne               | 30  | 12 | 11 | 7  | 47  | 56 | 45 | +11 | Kwalificatie voor Eindronde promotie VV   |
| 6   | KVK Ninove                    | 30  | 13 | 5  | 12 | 44  | 59 | 43 | +16 |                                           |
| 7   | FC Mariekerke                 | 30  | 11 | 6  | 13 | 39  | 49 | 51 | −2  |                                           |
| 8   | KHO Wolvertem Merchtem        | 30  | 11 | 6  | 13 | 39  | 38 | 52 | −14 |                                           |
| 9   | RC Lebbeke                    | 30  | 10 | 9  | 11 | 39  | 49 | 43 | +6  |                                           |
| 10  | KVC Jong Lede                 | 30  | 10 | 7  | 13 | 37  | 53 | 52 | +1  |                                           |
| 11  | KFC Merelbeke                 | 30  | 9  | 10 | 11 | 37  | 40 | 46 | −6  |                                           |
| 12  | K. Eendracht Wervik           | 30  | 9  | 9  | 12 | 36  | 41 | 44 | −3  |                                           |
| 13  | KSK Vlamertinge               | 30  | 8  | 7  | 15 | 31  | 37 | 46 | −9  | Kwalificatie voor Eindronde degradatie VV |
| 14  | SK Berlare                    | 30  | 8  | 6  | 16 | 30  | 31 | 55 | −24 | Degradatie naar Eerste provinciale        |
| 15  | KFC Sporting Sint-Gillis-Waas | 30  | 4  | 12 | 14 | 24  | 24 | 49 | −25 | Degradatie naar Eerste provinciale        |
| 16  | KFC Eendracht Zele            | 30  | 3  | 9  | 18 | 18  | 25 | 68 | −43 | Degradatie naar Eerste provinciale        |

### Derde klasse amateurs VFV B
| Pos | Team                      | Wed | W  | G | V  | Ptn | DV | DT | +/− | Kwalificatie of degradatie                |
| --- | ------------------------- | --- | -- | - | -- | --- | -- | -- | --- | ----------------------------------------- |
| 1   | KFC Turnhout              | 30  | 19 | 6 | 5  | 63  | 74 | 38 | +36 | Promotie naar Tweede klasse amateurs      |
| 2   | SC City Pirates Antwerpen | 30  | 18 | 5 | 7  | 59  | 80 | 40 | +40 | Kwalificatie voor Eindronde promotie VV   |
| 3   | KFC Sint-Lenaarts         | 30  | 15 | 9 | 6  | 54  | 45 | 32 | +13 | Kwalificatie voor Eindronde promotie VV   |
| 4   | K. Diegem Sport           | 30  | 14 | 8 | 8  | 50  | 54 | 49 | +5  | Kwalificatie voor Eindronde promotie VV   |
| 5   | KVV Vosselaar             | 30  | 15 | 4 | 11 | 49  | 55 | 49 | +6  | Kwalificatie voor Eindronde promotie VV   |
| 6   | FC Esperanza Pelt         | 30  | 13 | 6 | 11 | 45  | 49 | 44 | +5  |                                           |
| 7   | KVC Houtvenne             | 30  | 13 | 5 | 12 | 44  | 60 | 53 | +7  |                                           |
| 8   | KFC Eppegem               | 30  | 12 | 7 | 11 | 43  | 49 | 49 | 0   |                                           |
| 9   | KESK Leopoldsburg         | 30  | 10 | 9 | 11 | 39  | 38 | 38 | 0   |                                           |
| 10  | KFC Nijlen                | 30  | 10 | 8 | 12 | 38  | 31 | 36 | −5  |                                           |
| 11  | KVK Wellen                | 30  | 10 | 6 | 14 | 36  | 48 | 42 | +6  |                                           |
| 12  | KOVC Sterrebeek           | 30  | 9  | 9 | 12 | 36  | 37 | 40 | −3  |                                           |
| 13  | KFC Diest                 | 30  | 9  | 7 | 14 | 34  | 46 | 67 | −21 | Kwalificatie voor Eindronde degradatie VV |
| 14  | KFC Helson Helchteren     | 30  | 9  | 5 | 16 | 32  | 29 | 44 | −15 | Degradatie naar Eerste provinciale        |
| 15  | KAC Betekom               | 30  | 9  | 5 | 16 | 32  | 45 | 67 | −22 | Degradatie naar Eerste provinciale        |
| 16  | KRC Mechelen              | 30  | 2  | 7 | 21 | 13  | 29 | 81 | −52 | Degradatie naar Eerste provinciale        |

### Derde klasse amateurs ACFF A
| Pos | Team                          | Wed | W  | G  | V  | Ptn | DV | DT | +/− | Kwalificatie of degradatie                  |
| --- | ----------------------------- | --- | -- | -- | -- | --- | -- | -- | --- | ------------------------------------------- |
| 1   | Racing White Daring Molenbeek | 26  | 19 | 4  | 3  | 61  | 72 | 31 | +41 | Promotie naar Tweede klasse amateurs        |
| 2   | RUS Rebecquoise               | 26  | 19 | 4  | 3  | 61  | 58 | 24 | +34 | Kwalificatie voor Eindronde promotie ACFF   |
| 3   | R. Francs Borains             | 26  | 18 | 6  | 2  | 60  | 63 | 21 | +42 | Kwalificatie voor Eindronde promotie ACFF   |
| 4   | R. Albert Quévy-Mons          | 26  | 13 | 8  | 5  | 47  | 54 | 28 | +26 | Kwalificatie voor Eindronde promotie ACFF   |
| 5   | RFC Tournai                   | 26  | 11 | 7  | 8  | 40  | 55 | 46 | +9  |                                             |
| 6   | RCS Onhaye                    | 26  | 11 | 4  | 11 | 37  | 34 | 44 | −10 |                                             |
| 7   | CS Entité Manageoise          | 26  | 9  | 8  | 9  | 35  | 34 | 35 | −1  |                                             |
| 8   | R. Léopold FC                 | 26  | 8  | 10 | 8  | 34  | 44 | 32 | +12 |                                             |
| 9   | Racing Jet Wavre              | 26  | 8  | 6  | 12 | 30  | 41 | 35 | +6  |                                             |
| 10  | RUS Solrézienne               | 26  | 6  | 9  | 11 | 27  | 32 | 59 | −27 |                                             |
| 11  | RRC de Waterloo               | 26  | 7  | 5  | 14 | 26  | 30 | 49 | −19 |                                             |
| 12  | FC Ganshoren                  | 26  | 7  | 4  | 15 | 25  | 38 | 66 | −28 |                                             |
| 13  | RJS Taminoise                 | 26  | 5  | 5  | 16 | 20  | 29 | 51 | −22 | Kwalificatie voor Eindronde degradatie ACFF |
| 14  | RCS Profondeville             | 26  | 0  | 2  | 24 | 2   | 18 | 81 | −63 | Degradatie naar Eerste provinciale          |

### Derde klasse amateurs ACFF B
| Pos | Team                           | Wed | W  | G | V  | Ptn | DV | DT | +/− | Kwalificatie of degradatie                  |
| --- | ------------------------------ | --- | -- | - | -- | --- | -- | -- | --- | ------------------------------------------- |
| 1   | Entente Durbuy                 | 26  | 20 | 4 | 2  | 64  | 52 | 15 | +37 | Promotie naar Tweede klasse amateurs        |
| 2   | FC Tilleur                     | 26  | 17 | 6 | 3  | 57  | 60 | 20 | +40 | Kwalificatie voor Eindronde promotie ACFF   |
| 3   | RCS Verlaine                   | 26  | 13 | 6 | 7  | 45  | 40 | 29 | +11 | Kwalificatie voor Eindronde promotie ACFF   |
| 4   | FC United Richelle             | 26  | 12 | 7 | 7  | 43  | 46 | 36 | +10 | Kwalificatie voor Eindronde promotie ACFF   |
| 5   | RRC Mormont                    | 26  | 12 | 5 | 9  | 41  | 49 | 42 | +7  | Kwalificatie voor Eindronde promotie ACFF   |
| 6   | RFC Huy                        | 26  | 12 | 3 | 11 | 39  | 51 | 44 | +7  |                                             |
| 7   | R. Entente Bertrigeoise        | 26  | 8  | 8 | 10 | 32  | 39 | 46 | −7  |                                             |
| 8   | Daring Club de Cointe-Liège    | 26  | 9  | 4 | 13 | 31  | 38 | 47 | −9  |                                             |
| 9   | R. Jeunesse Aischoise          | 26  | 9  | 3 | 14 | 30  | 35 | 42 | −7  |                                             |
| 10  | RRC Longlier                   | 26  | 8  | 6 | 12 | 30  | 35 | 40 | −5  |                                             |
| 11  | FC Herstal                     | 26  | 7  | 7 | 12 | 28  | 30 | 36 | −6  |                                             |
| 12  | R. Aywaille FC                 | 26  | 7  | 7 | 12 | 28  | 30 | 43 | −13 |                                             |
| 13  | RFC Warnant                    | 26  | 8  | 3 | 15 | 27  | 34 | 61 | −27 | Kwalificatie voor Eindronde degradatie ACFF |
| 14  | FC Jeunesse Lorraine Arlonaise | 26  | 2  | 7 | 17 | 13  | 32 | 70 | −38 | Degradatie naar Eerste provinciale          |

## Periodekampioenen

### Derde klasse amateurs VFV A
- Eerste periode: RFC Wetteren, 24 punten
- Tweede periode: OMS Ingelmunster, 25 punten
- Derde periode: OMS Ingelmunster, 24 punten

### Derde klasse amateurs VFV B
- Eerste periode: KFC Sint-Lenaarts, 25 punten
- Tweede periode: KFC Turnhout, 25 punten
- Derde periode: KVV Vosselaar, 24 punten

### Derde klasse amateurs ACFF A
- Eerste periode: RUS Rebecquoise, 24 punten
- Tweede periode: Racing White Daring Molenbeek, 22 punten
- Derde periode: R. Francs Borains, 26 punten

### Derde klasse amateurs ACFF B
- Eerste periode: FC Tilleur, 19 punten
- Tweede periode: Entente Durbuy, 19 punten
- Derde periode: Entente Durbuy, 28 punten

## Eindrondes

### Promotie VFV
De eindronde werd gespeeld tussen de twee teams die tweede waren in de eindstand en de zes periodewinnaars uit Derde klasse amateurs VFV. Indien een periodewinnaar promoveerde of al geplaatst was voor de eindronde werd die vervangen door het hoogst eindigende team in de eindstand.
Eerste speeldag
Op de eerste speeldag treden acht teams aan. De vier winnaars van elk duel gingen door naar de winnaarsronde. De vier verliezers naar de verliezersronde
| Datum      | Wedstrijd                                | Uitslag |
| ---------- | ---------------------------------------- | ------- |
| 06/05/2017 | FC Pepingen - KSK Ronse                  | 2-3     |
| 07/05/2017 | SC City Pirates Antwerpen - RFC Wetteren | 3-2     |
| 07/05/2017 | SC Dikkelvenne - KFC Sint-Lenaarts       | 0-3     |
| 07/05/2017 | KVV Vosselaar - K. Diegem Sport          | 2-0     |

Tweede speeldag
De vier winnaars van de eerste ronde promoveerden. De vier andere teams speelden voor een eventuele extra promotieplaats.
| Datum      | Wedstrijd                     | Uitslag |
| ---------- | ----------------------------- | ------- |
| 11/05/2017 | FC Pepingen - K. Diegem Sport | 2-1     |
| 11/05/2017 | SC Dikkelvenne - RFC Wetteren | 2-1     |

Derde speeldag
De twee winnaars van de tweede speeldag van de verliezersronde speelden voor de promotie.
| Datum      | Wedstrijd                    | Uitslag |
| ---------- | ---------------------------- | ------- |
| 14/05/2017 | FC Pepingen - SC Dikkelvenne | 3-2     |

### Promotie ACFF
De eindronde werd gespeeld tussen de twee teams die tweede waren in de eindstand en de zes periodewinnaars uit Derde klasse amateurs ACFF. Indien een periodewinnaar promoveerde of al geplaatst was voor de eindronde werd die vervangen door het hoogst eindigende team in de eindstand.
Eerste speeldag
Op de eerste speeldag treden acht teams aan. De vier winnaars van elk duel gingen door naar de winnaarsronde.
| Datum      | Wedstrijd                              | Uitslag   |
| ---------- | -------------------------------------- | --------- |
| 07/05/2017 | RUS Rebecquoise - R. Albert Quévy-Mons | 3-2       |
| 07/05/2017 | FC Tilleur - RCS Verlaine              | 1-1 (3-4) |
| 07/05/2017 | RRC Mormont -R. Francs Borains         | 3-2       |
| 07/05/2017 | FC United Richelle - RFC Tournai       | 1-0       |

Tweede speeldag
De vier winnaars van de eerste ronde speelden voor een plaats in finale van deze eindronde.
| Datum      | Wedstrijd                         | Uitslag |
| ---------- | --------------------------------- | ------- |
| 14/05/2017 | RUS Rebecquoise - RRC Mormont     | 2-1     |
| 14/05/2017 | RCS Verlaine - FC United Richelle | 4-0     |

Derde speeldag
De twee winnaars van de tweede speeldag speelden voor de promotie. De twee verliezers speelden voor een eventuele derde promotieplaats.
| Datum      | Wedstrijd                        | Uitslag   |
| ---------- | -------------------------------- | --------- |
| 21/05/2017 | RCS Verlaine - RUS Rebecquoise   | 2-2 (2-4) |
| 21/05/2017 | RRC Mormont - FC United Richelle | 2-1       |

### Degradatie VFV
De twee ploegen die dertiende eindigden in de derde klasse amateurs VFV speelden om de volgorde te bepalen voor eventuele degradatie. Vermits er geen extra dalers nodig waren, bleven beide ploegen in Derde klasse amateurs.
| Datum      | Wedstrijd                   | Uitslag |
| ---------- | --------------------------- | ------- |
| 07/05/2017 | KSK Vlamertinge - KFC Diest | 3-0     |

### Degradatie ACFF
De twee ploegen die dertiende eindigden in de derde klasse amateurs ACFF speelden om de volgorde voor eventuele degradatie te bepalen. Eén ploeg degradeerde naar eerste provinciale.
| Datum      | Wedstrijd                   | Uitslag |
| ---------- | --------------------------- | ------- |
| 07/05/2017 | RFC Warnant - RJS Taminoise | 1-4     |